# Mesoleptus signatus
Mesoleptus signatus är en stekelart som först beskrevs av Forster 1876.  Mesoleptus signatus ingår i släktet Mesoleptus och familjen brokparasitsteklar. Inga underarter finns listade i Catalogue of Life.